# 佩克西區
佩克西區（西班牙語：Distrito de Picsi），是秘魯的一個區，位於該國西北部蘭巴耶克大區的奇克拉約省，面積56.92平方公里，海拔高度40米，2005年人口8,346，人口密度每平方公里150人。